# Elio de Angelis
Elio de Angelis (26. března 1958, Řím – 15. května 1986, Marseille) byl italský automobilový závodník. V letech 1979–1986 pilot Formule 1. V mládí se stal mistrem Evropy v motokárách. Kromě automobilových závodů byl také excelentním pianistou.

## Biografie
Narodil se v Římě 26. března 1958 v rodině váženého a zámožného stavitele Giulia de Angelise, který nebyl jen stavitelem, ale také pětinásobný mistr světa v závodech motorových člunů. Již v útlém mládí prokázal nadání ve hře na piano a stal se z něj skvělý pianista. V roce 1972, ve svých 14 letech začal závodit na motokárách a o dva roky později získal titul italského šampióna ve třídě 100 cm³ a spolu s Riccardo Patresem a Eddie Cheeverem dostal šanci v národním týmu. V roce 1975 se stal vicemistrem světa a o rok později mistrem Evropy, navíc získal i Trofej CSAI ve třídě 100 cm³ a titul národního šampióna ve třídě 125 cm³ Super.
Za podpory svého otce se v roce 1977 dostal do formule 3. Hned ve třetím závodě zvítězil. Nejvíce ve formuli 3 na sebe upozornil v závodě v Monaku, kde nestačil pouze na Didiera Pironiho. V polovině roku dostal od svého otce zcela nový monopost Ralt RT1 a k prvnímu vítězství z Mugella přidal další tři vítězství v Monze, Misanu a Maggiore. V první sezóně formule 3 získal titul italského šampióna a sedmé místo v mistrovství Evropy. Tentýž rok dostal šanci ve formuli 2, kde v týmu Scuderia Everest nahradil Lamberta Leoniho. S vozem Ralt RT1, který poháněl motor Ferrari Dino, zazářil hned v prvním závodě v Misanu, kde v první jízdě na 30 kol po souboji o čelní pozice dojel na čtvrtém místě. Ve druhé jízdě po kolizi s Cheeverem dojel patnáctý a v celkovém součtu obou jízd získal celkově osmé místo. Poslední dva závody sezóny si odbyl v Estorilu a Doningtonu, v prvně jmenovaném musel odstoupit v prvním kole a v Doningtonu si dojel na 10. místě. Koncem roku získal Bronzovou přilbu jako ocenění časopisu Autosprint.
V roce 1978 dostal příležitost testovat vozy Ferrari a za jejich podpory absolvovat celý seriál mistrovství Evropy formule 2. Šasi Chevron však vykazovalo značné výkyvy ve výkonnosti a jeho vůz trpěl poruchami a tak jediným úspěchem bylo třetí místo v předposledním závodě v Misanu. Morální podporou mu bylo vítězství s vozem formule 3 v Monaku, kde si ho všiml Jackie Stewart a představil ho Kenu Tyrrellovi. Koncem roku získal Zlatou přilbu jako ocenění časopisu Autosprint.

### Formule 1
První možnost svézt se s vozem formule 1 dostal během testování motoru Ferrari Dino pro F2, na dráze ve Fioranu si ho všiml jak Gilles Villeneuve tak i Mauro Forghieri, hlavní konstruktér Ferrari. Brzy testoval vůz Ferrari 312T3 s kterým najezdil přes 500 testovacích kilometrů. V časech na jedno kolo zaostával za Villeneuvem o 0,2 s. Ve Ferrari pro něj ale místo nebylo, a tak začal vyjednávat s britskými týmy. Ken Tyrrell mu nabídl smlouvu a slíbil třetí vůz pro Grand Prix Kanady 1978, ale nakonec vůz připraven nebyl. Přes přítele Nikiho Laudu vyjednával s týmem Brabham, ale sponzor Parmalat si přál Nelsona Piqueta. Nakonec si zajistil místo v týmu Shadow. Svůj debut si odbyl v Grand Prix Argentiny 1979, v kvalifikaci porazil nejen svého týmového kolegu Jana Lammerse, ale také Claye Regazzoniho, Laudu a Jamese Hunta. Startoval z 16 místa a do cíle dojel na 7. místě. Sezónu zakončil čtvrtým místem v deštivém Watkins Glen, přesto nebyl spokojený a rozhodl se ze smlouvy u Shadow vyvázat a začal startovat v sérii Procar s vozem BMW M1.

### Lotus
Následující rok mu místo nabídl Colin Chapman v týmu Lotus. Získal tak místo v úspěšném týmu po boku Maria Andrettiho. V prvním závodě s vozem Lotus dojel na 5. místě a v Brazílii na 2. místě. Poprvé dosáhl na stupně vítězů. V této sezóně dokázal ještě několikrát bodovat a překonal zkušenějšího Andrettiho, který dokázal získat jen jeden bod. Rok 1981 byl pro celou stáj neúspěšný. Ze stáje odešel Mario Andretti, de Angelise doplnil v týmu Nigel Mansell. Potíže se nevyhnuli ani novému konceptu Lotus 88, vozu se dvěma šasi, byl prohlášen za ilegální a než byl přepracován, museli jezdci závodit s konkurencí s rok starými vozy. Přesto dokázal s vozem pravidelně bodovat, což mu vyneslo 8. místo v šampionátu.
Rok 1982 začal stávkou jezdců v Kyalami, při které Elio bavil své kolegy klavírním vystupováním. Znovu dokázal pravidelně bodovat a v Grand Prix Rakouska 1982 si připsal své první vítězství. Již v kvalifikaci s motorem bez turba získal 7. místo hned za vozy s turbem. V závodě pak jeho soupeře potkaly technické problémy a tak pět kol před cílem se dostal do vedení, které si pak ohlídal před dotírajícím Rosbergem až do cíle s nejtěsnějším rozdílem 5 setin vtěřiny. V týmu se slavilo, ale Colin Chapman krátce na to podlehl infarktu. Tým Lotus prožíval jedno těžké období a přestože získal přeplňované turbomotory Renault, výsledkově se mu nedařilo. Elio de Angelis dokončil 2 z 15 závodů. Oba jezdci zahájili sezonu se starým typem 91 a 92, od druhého závodu měli být konkurencí s novým motorem Renault. Spásou pro tým byl příchod konstruktéra Gerarda Ducarouge, který přizpůsobil Lotus 91 novému motoru a označil ho jako 94T. S tímto vozem dokázal Elio dojet v Monze na bodovaném místě a Brands Hatch si vyjel pole position, nebýt kolize s Partesem, mohl si připsat i vítězství.
Později se Lotusu podařilo vyřešit všechny potíže a opět se stát konkurenceschopným. V úvodu sezóny 1984 Elio získal druhé pole position a v závodě dojel na třetím místě. Jeho Lotus patřil mezi nejlepší a nestačil jen na dvojici McLarenu. Elio zaznamenal nejúspěšnější sezonu, když získal třetí místo v šampionátu. Na konci sezóny došlo v týmu k neshodám, po které odchášel Nigel Mansell a ani Elio s novým vedením nevycházel. Jeho novým kolegou se mu stal Ayrton Senna. Začátek sezóny mu vyšel fantasticky, po prvních čtyřech závodech byl v čele šampionátu a v Grand Prix San Marina si dojel pro své druhé vítězství. Přesto se veškerá pozornost týmu soustředila na Sennu, a tak Elio musel tým opustit, přesto dokázal v šampionátu dojet pátý.

### Brabham
S podporou firem Olivetti a Armani odešel do týmu Brabham. Brabham BT55 byl nejnižším vozem ve startovním poli, proto i uložení motoru bylo nakloněno. Ale nový koncept konstruktéra Gordona Murraye trpěl řadou nedostatků. Vůz neměl trakci, motor se nedostatečně chladil i mazal a tak v prvním závodě dojel na 8. místě, v dalších třech závodech nedojel. Po Grand Prix Monaka se tým rozjel k testování do Paul Richard. Elio de Angelis byl na trati sám, když mu v rychlosti okolo 300 km/h ulétlo zadní přítlačné křídlo, monopost skončil po sérii kotrmelců o 200 m dál za svodidly koly vzhůru a vzňal se. Zabezpečení okruhu bylo nedostatečné, a tak první, kdo se k němu dostal, byl Alan Jones, Alain Prost a Nigel Mansell. Kvůli ohni se jim nepodařilo rychle obrátit vůz. To se podařilo až po 10 minutách, následně museli čekat dalších 30 minut na záchranný vrtulník. Přestože příčinou jeho smrti bylo poškození mozku následkem nedostatku kyslíku, v oficiální zprávě stálo: „Vážná poranění hlavy a hrudníku“. Elio de Angelis plánoval, že po skončení kariéry ve formuli 1 by se stal hudebním skladatelem.

## Kompletní výsledky F1
| Legenda k tabulce | Legenda k tabulce                                                                       |
| Barva             | Výsledek                                                                                |
| ----------------- | --------------------------------------------------------------------------------------- |
| Zlatá             | Vítěz                                                                                   |
| Stříbrná          | 2. místo                                                                                |
| Bronzová          | 3. místo                                                                                |
| Zelená            | Bodované umístění                                                                       |
| Modrá             | Nebodované umístění                                                                     |
| Modrá             | Dokončil neklasifikován (NC)                                                            |
| Fialová           | Odstoupil (Ret)                                                                         |
| Červená           | Nekvalifikoval se (DNQ)                                                                 |
| Červená           | Nepředkvalifikoval se (DNPQ)                                                            |
| Černá             | Diskvalifikován (DSQ)                                                                   |
| Bílá              | Nestartoval (DNS)                                                                       |
| Bílá              | Závod zrušen (C)                                                                        |
| Světle modrá      | Pouze trénoval (PO)                                                                     |
| Světle modrá      | Páteční testovací jezdec (TD)                                                           |
| Bez barvy         | Netrénoval (DNP)                                                                        |
| Bez barvy         | Vyřazen (EX)                                                                            |
| Bez barvy         | Nepřijel (DNA)                                                                          |
| Bez barvy         | Odvolal účast (WD)                                                                      |
| Bez barvy         | Nezúčastnil se (prázdné)                                                                |
| Označení          | Význam                                                                                  |
| Tučnost           | Pole position                                                                           |
| Kurzíva           | Nejrychlejší kolo                                                                       |
| †                 | Jezdec nedojel do cíle, ale byl klasifikován, protože odjel více než 90 % délky závodu. |
| ‡                 | Byl udělován poloviční počet bodů, protože bylo odjeto méně než 75 % délky závodu.      |
| Horní index       | Umístění bodujících jezdců ve sprintu                                                   |

| Rok  | Tým                            | Šasi         | Motor       | 1       | 2       | 3       | 4       | 5       | 6       | 7       | 8       | 9       | 10      | 11      | 12      | 13      | 14      | 15      | 16      | Umístění  | Body |
| ---- | ------------------------------ | ------------ | ----------- | ------- | ------- | ------- | ------- | ------- | ------- | ------- | ------- | ------- | ------- | ------- | ------- | ------- | ------- | ------- | ------- | --------- | ---- |
| 1979 | Interscope Shadow Racing Team  | Shadow DN9   | Cosworth V8 | ARG 7   | BRA 12  | RSA Ret | USW 7   | ESP Ret | BEL Ret | MON DNQ | FRA 16  | GBR 12  | GER 11  | AUT Ret | NED Ret | ITA Ret | CAN Ret | USA 4   |         | 15. místo | 3    |
| 1980 | Team Essex Lotus               | Lotus 81     | Cosworth V8 | ARG Ret | BRA 2   | RSA Ret | USW Ret | BEL 10  | MON 9   | FRA Ret | GBR Ret | GER 16  | AUT 6   | NED Ret | ITA 4   | CAN 10  | USA 4   |         |         | 7. místo  | 13   |
| 1981 | Team Essen Lotus               | Lotus 81     | Cosworth V8 | USW Ret | BRA 5   | ARG 6   | SMR     | BEL 5   |         |         |         |         |         |         |         |         |         |         |         | 8. místo  | 14   |
| 1981 | Team Essen Lotus               | Lotus 87     | Cosworth V8 |         |         |         |         |         | MON Ret |         |         |         |         |         |         |         |         |         |         | 8. místo  | 14   |
| 1981 | John Player Team Lotus         | Lotus 87     | Cosworth V8 |         |         |         |         |         |         | ESP 5   | FRA 6   | GBR Ret | GER 7   | AUT 7   | NED 5   | ITA 4   | CAN 6   | LVS Ret |         | 8. místo  | 14   |
| 1982 | John Player Team Lotus         | Lotus 87B    | Cosworth V8 | RSA 8   |         |         |         |         |         |         |         |         |         |         |         |         |         |         |         | 9. místo  | 24   |
| 1982 | John Player Team Lotus         | Lotus 91     | Cosworth V8 |         | BRA Ret | USW 5   | SMR     | BEL 4   | MON 5   | USE Ret | CAN 4   | NED Ret | GBR 4   | FRA Ret | GER Ret | AUT 1   | SUI 6   | ITA Ret | LVS Ret | 9. místo  | 24   |
| 1983 | John Player Team Lotus         | Lotus 91     | Cosworth V8 | BRA DSQ |         |         |         |         |         |         |         |         |         |         |         |         |         |         |         | 17. místo | 2    |
| 1983 | John Player Team Lotus         | Lotus 93T    | Renault V6  |         | USW Ret | FRA Ret | SMR Ret | MON Ret | BEL 9   | USE Ret | CAN Ret |         |         |         |         |         |         |         |         | 17. místo | 2    |
| 1983 | John Player Team Lotus         | Lotus 94T    | Renault V6  |         |         |         |         |         |         |         |         | GBR Ret | GER Ret | AUT Ret | NED Ret | ITA 5   | EUR Ret | RSA Ret |         | 17. místo | 2    |
| 1984 | John Player Team Lotus         | Lotus 95T    | Renault V6  | BRA 3   | RSA 7   | BEL 5   | SMR 3   | FRA 5   | MON 5   | CAN 4   | USE 2   | USA 3   | GBR 4   | GER Ret | AUT Ret | NED 4   | ITA Ret | EUR Ret | POR 5   | 3. místo  | 34   |
| 1985 | John Player Special Team Lotus | Lotus 97T    | Renault V6  | BRA 3   | POR 4   | SMR 1   | MON 3   | CAN 5   | USA 5   | FRA 5   | GBR NC  | GER Ret | AUT 5   | NED 5   | ITA 6   | BEL Ret | EUR 5   | RSA Ret | AUS DSQ | 5. místo  | 33   |
| 1986 | Motor Racing Developments      | Brabham BT55 | BMW         | BRA 8   | ESP Ret | SMR Ret | MON Ret | BEL     | CAN     | USA     | FRA     | GBR     | GER     | HUN     | AUT     | ITA     | POR     | MEX     | AUS     | -         | 0    |

### Závody F1 nezapočítávané do MS
| Rok  | Grand Prix                       | Okruh        | Vůz        | Pozice    | Výsledky |
| ---- | -------------------------------- | ------------ | ---------- | --------- | -------- |
| 1979 | Race of Champions                | Brands Hatch | Shadow DN9 | 6. místo  | Výsledky |
| 1979 | Grand Prix Dino Ferrari          | Imola        | Shadow DN9 | Odstoupil | Výsledky |
| 1980 | Grand Prix Španělska             | Jarama       | Lotus 81   | 3. místo  | Výsledky |
| 1981 | Grand Prix Jihoafrické republiky | Kyalami      | Lotus 81   | 3. místo  | Výsledky |

### Výsledky z ostatních kategorií automobilového sportu
| Sezóna | Série                   | Tým                    | Vůz                                 | Závody | Vítězství | Pole position | Podium | Body | Konečné umístění |
| 1974   | Motokáry (Itálie)       |                        |                                     |        |           |               |        |      | 1. místo         |
| 1975   | Motokáry (Svět)         |                        |                                     |        |           |               |        |      | 2. místo         |
| 1977   | Formule 3 (Itálie)      | Trivellato Racing Team | Chevron B38-Toyota, Ralt RT1-Toyota |        | 1         |               | 4      | 25   | 1. místo         |
| 1977   | Formule 3 (Evropa)      | Trivellato Racing Team | Chevron B38-Toyota, Ralt RT1-Toyota | 1      | 0         | 0             | 0      | 18   | 7. místo         |
| 1977   | Formule 3 (V. Británie) | Trivellato Racing Team | Chevron B38-Toyota, Ralt RT1-Toyota | 1      | 0         | 0             | 0      | 8    | 12. místo        |
| 1977   | Formule 2               | Scuderia Everest       | Chevron B40, Ralt RT1               | 3      | 0         | 0             | 0      | 0    | 0                |
| 1978   | Formule 2               | Everest Racing Team    | Chevron B42                         | 12     | 0         | 0             | 1      | 4    | 14. místo        |
| 1978   | Formule 3 (V. Británie) | Scuderia Everest       | Chevron B380                        | 0      | 1         | 0             | 1      | 10   | 11. místo        |